# Central FECSA-Nerets
Central FECSA-Nerets o Central Hidroelèctrica de Talarn és una barriada del terme de Talarn. Està situada als peus de la presa de l'embassament de Sant Antoni, sota mateix de l'estret de Susterris. El 2020 tenia 30 habitants.